# Haňovice
Haňovice är en ort i Tjeckien.   Den ligger i regionen Olomouc, i den östra delen av landet, 190 km öster om huvudstaden Prag. Haňovice ligger 252 meter över havet och antalet invånare är 450.
Terrängen runt Haňovice är platt åt nordost, men åt sydväst är den kuperad.Runt Haňovice är det ganska tätbefolkat, med 75 invånare per kvadratkilometer. Närmaste större samhälle är Olomouc, 17,6 km sydost om Haňovice. Trakten runt Haňovice består till största delen av jordbruksmark.